# برايان كالهون
برايان كالهون (بالإنجليزية: Brian Calhoun)‏ هو لاعب كرة قدم أمريكية أمريكي، ولد في 8 مايو 1984.

## وصلات خارجية
- برايان كالهون على موقع الاتحاد الدولي لألعاب القوى (الإنجليزية)
- برايان كالهون على موقع مرجع كرة القدم المحترفة.كوم (الإنجليزية)